# واجهة بوابة خادم ويب
واجهة بوابة خادم الويب (بالإنجليزية: Web Server Gateway Interface)‏(تختصر WSGI ، تنطق ويسكي  ) اصطلاح استدعاء بسيط لخوادم الويب يقوم بإعادة توجيه الطلبات إلى تطبيقات الويب أو الأطر المكتوبة بلغة البرمجة بايثون . الإصدار الحالي هو 1.0.1 ، حسب ما أورده مقترح تحسين بايثون (PEP) 3333.